# Brett Emerton
Brett Emerton (Bankstown, Nova Gales do Sul, 22 de fevereiro de 1979) é um ex-futebolista profissional australiano, que atuava como meia.

## Carreira
Emerton representou a Seleção Australiana de Futebol, nas Olimpíadas de 2000 que atuou em casa.
Emerton atuou pela Seleção Australiana de Futebol, na Copa da Ásia de 2007 e 2011, nas Copas do Mundo de 2006 e 2010.

## Títulos
Austrália
- Copa das Nações da OFC: 2000 e 2004